# Молдаванов, Виктор Петрович
Молдаванов Виктор Петрович (21 октября 1926, Одесса — 26 января 2015) — профессор, доктор технических наук, член Инженерной Академии Украины, руководитель и ответственный исполнитель многих научно-исследовательских и опытно-конструкторских тем по поршневым кольцам.

## Биография
Родился 21 октября 1926 года в городе Одесса, где окончил 7 классов средней школы № 47 в 1941 г. В 1942-43 г.г учился в г. Казань. В 1943—1944 г.г. работал слесарем-монтажником в Центральном Аэроклубе СССР и Центральных авиамастерских ГВФ СССР в г. Казань. С 1944 г. по добровольно-комсомольскому призыву проходил службу в Советской армии. После увольнения в запас с 1956 г. работал на Одесском заводе поршневых колец в должностях наладчика, мастера, начальника цеха, начальника ОТК, начальника ПДО.
Молдаванов Виктор Петрович в 1967 г. был назначен начальником Головного конструкторско-технологического отдела при Одесском заводе поршневых колец (ГКТО-2). ГКТО-2 был преобразован приказом Министра тракторного и сельскохозяйственного машиностроения от 15.11.1972 г. № 361 в Одесский филиал Минского ПКТИ (ОфМПКТИ) (был назначен директором). ОфМПКТИ преобразован в Одесский конструкторско-технологический институт по поршневым кольцам (ОКТИПК) приказом МТСХМ от 29.07.1977 г. № 239 (был назначен директором). Приказом Минсельхозмаша № 390 от 29.10.85 ОКТИПК вошел в состав Одесского Научно-производственного объединения по поршневым кольцам (НПО «Кольцо») (был назначен генеральным директором). НПО «Кольцо» преобразовано в НПФ «Кольцо» приказом Минмашпрома Украины от 08.06.93 г. № 790 (был назначен директором). НПФ «Кольцо» преобразована в ОАО «Кольцо» приказом регионального отделения по Одесской области Фонда госимущества Украины от 09.07.1999 г. № 520, (был назначен директором и председателем правления).
На протяжении работы в указанных организациях являлся руководителем и ответственным исполнителем многих научно-исследовательских и опытно-конструкторских тем по поршневым кольцам. Основное направление научных работ — расчеты, проектирование поршневых колец и технологии их производства. Решением ГКНТ и Госстандарта СССР от 31.05.1985 г. он был назначен научным руководителем «Комплексной научно-технической программы по повышению технического уровня конструкций и технологии производства поршневых колец ДВС», являлся руководителем важнейших тем этой программы по разработке и внедрению прогрессивных методов расчета конструкций и формы поршневых колец, технологической оснастки для их производства. Им разработаны методические основы расчёта типоразмерных рядов унифицированных конструкций поршневых колец ДВС для ГОСТов, что обеспечило их межотраслевую и международную унификацию; явилось также методической основой разработанной автоматизированной системы проектирования в области поршневых колец — САПР «Кольцо». Внедрение этих разработок позволило отказаться от закупок дорогостоящих лицензий по комплексу расчётов поршневых колец и специальной оснастки для их изготовления.
В 1981 году за разработку и освоение производства высокоэффективных поршневых колец Молдаванову В. П. присуждена премия Совета министров СССР. В 1985 году за разработку и внедрение новых методов расчётов, конструкций и технологий поршневых колец Указом Президиума Верховного Совета УССР Молдаванову В. П. присвоено почётное звание «Заслуженного машиностроителя УССР». В 1983 году приказом Министра Молдаванов В. П. был назначен Главным конструктором по поршневым кольцам в отрасли.
В 1974 году защитил диссертацию по поршневым кольцам и ему была присуждена степень кандидата технических наук. В 1995—2001 г.г. Молдаванов В. П. по совместительству преподавал на кафедре Деталей ДВС Одесского политехнического института, открытой в НПО «Кольцо». Работал также заведующим кафедрой Деталей ДВС Одесского политехничемкого института и ему было присвоено звание профессора. За проведенные работы в области стандартизации и унификации награждён «Знаком Госстандарта СССР». В 2005 г. ВАК Украины аттестован на степень доктора. Инженерная Академия Украины избрала Молдаванова В. П. действительным членом (академиком) Пр. № 9 от 14.05.99 г.
Молдаванов В. П. является соавтором более 120 научных работ и свыше 80 изобретений, часть из которых запатентована в США, Великобритании, Германии, Франции, Японии и др. С 2003 года — главный учёный секретарь и председатель мандатно-конкурсной комиссии Одесского отделения Инженерной академии Украины. Неоднократно награждался грамотами и дипломами за весомый вклад в отечественную науку и педагогическую деятельность. Имеет более 30 правительственных наград, в том числе: ордена «Отечественной войны», «За мужество», медали «За боевые заслуги», «За взятие Берлина», «За освобождение Праги» и др. Участник боевых действий в Великой Отечественной войне.